# Левківська сільська рада (Ізюмський район)
Ле́вківська сільська́ ра́да — адміністративно-територіальна одиниця та орган місцевого самоврядування в Ізюмському районі Харківської області. Адміністративний центр — село Левківка.

## Загальні відомості
- Територія ради: 184,14 км²
- Населення ради: 1 890 осіб (станом на 2001 рік)
- Територією ради протікає річка Сіверський Дінець.

## Населені пункти
Сільській раді підпорядковані населені пункти:
- с. Левківка
- с. Глинське
- с. Забавне
- с. Іванівка
- с. Іскра
- с. Крамарівка
- с. Пимонівка
- с. Рудневе

### Колишні населені пункти
- Вербівка
- Ізюмське

## Склад ради
Рада складалася з 16 депутатів та голови.
- Голова ради: Ткаченко Володимир Миколайович
- Секретар ради: Протопоп Микола Григорович

### Керівний склад попередніх скликань
| Прізвище, ім'я, по батькові    | Основні відомості                                                 | Дата обрання | Дата звільнення |
| ------------------------------ | ----------------------------------------------------------------- | ------------ | --------------- |
| Ткаченко Володимир Миколайович | Сільський голова, 1958 року народження, освіта вища, безпартійний | 26.03.2006   | 31.10.2010      |
| Ткаченко Володимир Миколайович | Сільський голова, 1958 року народження, освіта вища, безпартійний | 31.10.2010   |                 |

Примітка: таблиця складена за даними сайту Верховної Ради України

### Депутати
За результатами місцевих виборів 2010 року депутатами ради стали:

#### За суб'єктами висування
| Суб'єкт висування           | Кількість обраних депутатів | %    |
| --------------------------- | --------------------------- | ---- |
| Самовисування               | 8                           | 50   |
| Партія регіонів             | 5                           | 31,3 |
| Комуністична партія України | 2                           | 12,5 |
| Партія «Відродження»        | 1                           | 6,3  |

#### За округами
| № округу                    | Прізвище, ім'я, по батькові     | Дата визнання обраним | Освіта  | Партійна приналежність            | Відомості про обраного депутата                                            |
| --------------------------- | ------------------------------- | --------------------- | ------- | --------------------------------- | -------------------------------------------------------------------------- |
| Комуністична партія України |                                 |                       |         |                                   |                                                                            |
| 4                           | Бондаренко Микола Васильович    | 01.11.2010            | середня | член Комуністичної партії України | Левківська загальноосвітня школа, пальник                                  |
| 16                          | Склярова Маргарита Миколаївна   | 01.11.2010            | середня | позапартійна                      | тимчасово не працює                                                        |
| Партія «ВІДРОДЖЕННЯ»        |                                 |                       |         |                                   |                                                                            |
| 9                           | Найденко Віктор Васильович      | 01.11.2010            | середня | член Партії «ВІДРОДЖЕННЯ»         | СТГО Південна залізниця, електрозварювальник Основ'янського вагонного депо |
| Партія регіонів             |                                 |                       |         |                                   |                                                                            |
| 1                           | Матвієнко Тетяна Іванівна       | 01.11.2010            | середня | член Партії регіонів              | вузол зв'язку с. Левківка, начальник                                       |
| 2                           | Гутник Микола Михайлович        | 01.11.2010            | середня | член Партії регіонів              | Левківська амбулаторія загальної практики — сімейної медицини, водій       |
| 7                           | Іванова Олена Анатоліївна       | 01.11.2010            | середня | член Партії регіонів              | ФОП Бережна Т. В., продавець                                               |
| 8                           | Борзило Володимир Володимирович | 01.11.2010            | середня | член Партії регіонів              | Глинський фельдшерсько-акушерський пункт, завідувач                        |
| 13                          | Кравець Наталія Володимирівна   | 01.11.2010            | середня | член Партії регіонів              | ПП «Іщук», продавець                                                       |
| Самовисування               |                                 |                       |         |                                   |                                                                            |
| 3                           | Протопоп Микола Григорович      | 01.11.2010            | вища    | позапартійний                     | Левківська сільська рада, секретар                                         |
| 5                           | Самоцупова Ольга Вікторівна     | 01.11.2010            | середня | позапартійна                      | Левківське відділення соціальної допомоги, соцпрацівник                    |
| 6                           | Васюк Наталія Юріївна           | 01.11.2010            | середня | позапартійна                      | тимчасово не працює                                                        |
| 10                          | Сабчук Ніна Семенівна           | 01.11.2010            | середня | позапартійна                      | пенсіонер                                                                  |
| 11                          | Панько Зінаїда Миколаївна       | 01.11.2010            | вища    | позапартійна                      | пенсіонер                                                                  |
| 12                          | Безкорса Ірина Анатоліївна      | 01.11.2010            | середня | позапартійна                      | тимчасово не працює                                                        |
| 14                          | Романенко Ріта Анатоліївна      | 01.11.2010            | середня | позапартійна                      | Левківське відділення соціальної допомоги, завідувачка                     |
| 15                          | Головенко Олександр Васильович  | 01.11.2010            | середня | член Партії «ВІДРОДЖЕННЯ»         | Основ'янська дистанція електропостачання, електромеханік                   |

## Населення
Згідно з переписом УРСР 1989 року чисельність наявного населення сільської ради становила 2110 осіб, з яких 931 чоловік та 1179 жінок.
За переписом населення України 2001 року в сільській раді мешкали 1822 особи.

### Мова
Розподіл населення за рідною мовою за даними перепису 2001 року:
| Мова       | Відсоток |
| ---------- | -------- |
| українська | 91,16 %  |
| російська  | 7,94 %   |
| білоруська | 0,53 %   |
| молдовська | 0,11 %   |
| циганська  | 0,11 %   |
| угорська   | 0,05 %   |